# Ossigenoterapia iperbarica

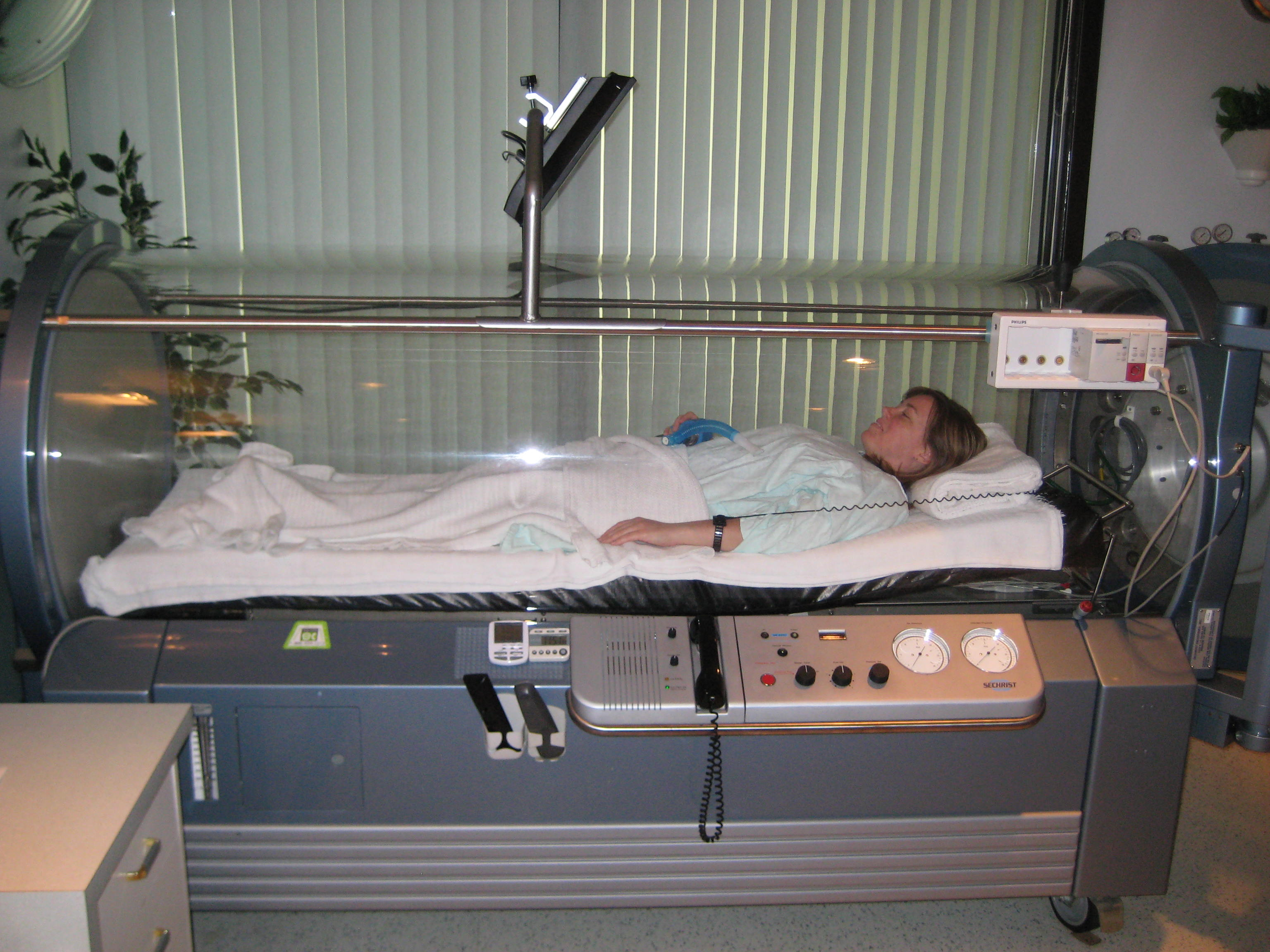
Paziente all'interno di una camera iperbarica monopaziente - sistema non utilizzabile in alcuni paesi europei, tra cui l'Italia - durante un trattamento di ossigenoterapia

L'ossigenoterapia iperbarica (OTI) è l'utilizzo terapeutico di ossigeno, puro al 100%, a pressione superiore a quella atmosferica. La terapia avviene in particolari costruzioni apposite per tale somministrazione chiamate camere iperbariche. La medicina iperbarica è nata come branca della medicina subacquea.

## Effetti organici e usi terapeutici
1. aumento della pO2: aumenta la frazione di O2 disciolta nel plasma (legge di Henry) e di conseguenza ne permette la diffusione ai tessuti in modo più rapido anche in presenza di disturbi della capacità emoglobinica;
2. aumento della tensione tissutale di O2: misurabile tramite ossimetria transcutanea di O2, è dovuta sia alla dissoluzione fisica nel sangue e nei tessuti, sia ad un aumento della deformabilità eritrocitaria (con passaggio delle emazie anche in distretti vascolari semiostruiti);
3. azione antiedemigena: sfruttata per la riduzione dell'edema vasogenico (aumento della trasudazione capillare);
4. vasocostrizione: sfruttata nella cura dell'edema cerebrale e per rimuovere la stasi ematica dovuta a vasodilatazione, infiammazione, edema, congestione;
5. incremento della capacità citocida leucocitaria: sfruttato per dominare le infezioni da germi piogeni, in associazione a farmaci antimicrobici, è dovuto ad accelerazione delle reazioni chimiche che portano alla formazione di superossido, perossido di idrogeno, radicale ossidrile e ossigeno singoletto (i ROS che hanno azione citocida);
6. neovascolarizzazione, miglioramento della funzione degli osteociti, incremento della produzione e deposizione di collagene: nella cura di osteoporosi, osteomieliti ed osteonecrosi, nei ritardi di formazione del callo osseo;
7. capacità batteriostatica e battericida (anaerobi, piogeni ecc...): oltre ai meccanismi leucocitari, viene esercitata azione antibatterica direttamente dai radicali liberi sui batteri anaerobi (che non possiedono scavenger di protezione come SOD, catalasi e perossidasi); tensioni di O2 superiori a 1520 mmHg uccidono il Clostridium perfringens, mentre a 600 mmHg si impedisce la produzione di tossina clostridica;
8. ripristino della funzione citocromo-ossidasi A3 se compromessa in caso di alterazione della respirazione cellulare: sfruttata in caso di intossicazioni da CO, cianuri e tossici metaemoglobinizzanti;
9. normalizzazione dei fenomeni immunitari: sfruttata nella terapia antinfiammatoria ed immunosoppressiva;
10. aumento della velocità di conduzione nervosa: nelle malattie demielinizzanti;
11. azione antispastica ed antalgica: lo spasmo induce ipossia e dolore, l'ipossia sostiene lo spasmo; l'ossigeno interrompe questo circolo vizioso.

## La terapia
La terapia iperbarica è ricompressiva (riduce il volume della bolla gassosa). Il trattamento avviene nella camera iperbarica e viene effettuata a una pressione che varia tra le 2 e le 2,8 ATA (atmosfere assolute) in sedute che durano da 30 a 90 minuti.
L'effetto dell'ossigeno (terapeutico o tossico) dipende dalla dose, che a sua volta dipende dalla pressione parziale e dal tempo di esposizione. La dose totale somministrata può essere valutata tenendo conto di uno schema terapeutico che preveda cinque punti:
1. pressione parziale di O2 (in bar o mmHg);
2. durata della respirazione in ossigeno alla pressione massima;
3. numero delle sedute nelle 24 ore o nell'ambito di una settimana;
4. numero totale delle sedute;
5. ricorrenza delle sedute nell'ambito dei cicli di mantenimento (solo per le forme croniche).

### Le tabelle
La "tabella di ricompressione" è uno schema terapeutico che si effettua a pressione superiore a quella atmosferica e che alterna periodi di respirazione di ossigeno al 100%, o di miscele arricchite di ossigeno, a periodi di respirazione del gas ambiente. Vi sono diverse tabelle ricompressive studiate e impiegate dalle Marine militari di vari paesi (US Navy, Flow chart, Comex).

## Indicazioni
1. Incidente da decompressione
2. Embolia gassosa arteriosa (iatrogena o barotraumatica)
3. Gangrena gassosa da clostridi
4. Infezione acuta e cronica dei tessuti molli a varia eziologia
5. Gangrena e ulcera nel paziente diabetico
6. Intossicazione da monossido di carbonio
7. Lesioni da schiacciamento e sindrome compartimentale
8. Fratture a rischio
9. Innesti cutanei e lembi a rischio
10. Osteomielite cronica refrattaria
11. Ulcere cutanee da insufficienza arteriosa, venosa e post-traumatica
12. Lesioni tissutali post-attiniche
13. Ipoacusia improvvisa
14. Osteonecrosi asettica
15. Retinopatia pigmentosa
16. Sindrome di Menière
17. Sindrome algodistrofica
18. Paradontopatia

In Italia queste indicazioni sono illustrate in un documento elaborato congiuntamente nel 2007 da una commissione mista, formata da rappresentanti delle società scientifiche, Società Italiana di Anestesia, Analgesia, Rianimazione e Terapia Intensiva (SIAARTI), Società Italiana di Medicina Subacquea e Iperbarica (SIMSI) e di categoria, Associazione Nazionale Centri Iperbarici Privati (ANCIP). Per quanto riguarda l'ipoacusia improvvisa l'eventuale trattamento va effettuato nei tempi più brevi possibili. Dopo un mese dall'esordio le possibilità di ottenere un recupero sono scarse. Non vi sono chiare evidenze scientifiiche dell'utilità nella sindrome di Menière.

## Controindicazioni

### Controindicazioni assolute
Alcune patologie o trattamenti con farmaci specifici escludono la possibilità di OTI.
- Doxorubicina - Sperimentalmente è stata notata una mortalità elevata in animali quando questo farmaco viene utilizzato insieme con l'ossigeno iperbarico.
- Disulfiram - Questo farmaco blocca la produzione di superossido-dismutasi, per cui espone il paziente a una maggiore aggressività da parte dei radicali liberi dell'ossigeno
- Cis-Platinum - L'ossigeno iperbarico aumenta gli effetti collaterali negativi di questo farmaco su animali da esperimento.
- Mafenide Acetato - Inibitore dell'anidrasi carbonica può contribuire ad un aumento della CO2. L'associazione con l'ossigeno iperbarico nel trattamento delle ustioni peggiore le reazioni locali.

Per questi farmaci la controindicazione cessa se il trattamento è stato interrotto 7-14 giorni prima dell'esposizione all'ossigeno iperbarico.
- Bleomicina - Questo farmaco provoca fibrosi polmonare e può essere mortale anche senza terapia iperbarica.
- Pneumotorace, enfisema bolloso, episodi di pneumotorace spontaneo - Qualsiasi storia di pneumotorace in atto o non trattato costituisce controindicazione assoluta al trattamento iperbarico. La ragione è nella possibilità che dell'aria in fase di compressione penetri nello spazio pleurico e in fase di decompressione, aumentando di volume possa scatenare o peggiorare lo pneumotorace. Se il trattamento con ossigeno iperbarico è indispensabile è possibile inserire una valvola di Heimlich sul drenaggio o, in casi estremi, si può praticare un'aspirazione continua.
- Stato di male epilettico - Una patologia epilettica in fase acuta rappresenta una controindicazione perché l'azione dell'ossigeno potrebbe ridurre la soglia di stimolo per una crisi nel corso del trattamento.
- Claustrofobia - Sebbene non vi siano controindicazioni cliniche dirette, questa patologia rende impossibile inserire il paziente in ambiente iperbarico.

### Controindicazioni relative
In questo gruppo vi sono patologie che devono essere valutate con attenzione e per le quali il paziente deve essere costantemente monitorato. Non costituiscono un impedimento assoluto al trattamento.
- Infezioni o patologie delle vie respiratorie - A causa sia della difficoltà alla compensazione sia della possibilità di intrappolamenti di gas durante la fase di decompressione.
- Febbre elevata - Aumenta il rischio di convulsioni.
- Otiti e/o sinusiti croniche recidivanti - Rappresentano una controindicazione in fase acuta, a causa dell'ostacolo meccanico alla compensazione che può provocare l'insorgere di barotraumi dell'orecchio medio.
- Glaucoma, storia di distacco della retina - Entrambe le patologie possono essere aggravate dalle manovre di compensazione.
- Epilessia - In combinazione con l'effetto dell'ossigeno è possibile lo scatenarsi di una crisi, pur nella rarità dell'evento.
- Anamnesi positiva per interventi di chirurgia toracica - Anche qui per la possibilità di intrappolamenti di aria in zone cicatriziali
- Sferocitosi congenita - In alcune occasioni è stata osservata importante emolisi a seguito di un trattamento con ossigeno iperbarico.
- Neoplasie maligne - È un argomento controverso. Da una parte c'è il sospetto che l'ossigeno possa fornire energia alla proliferazione della cellula tumorale, dall'altra molte osservazioni cliniche, per ora occasionali, sembrano andare nella direzione di un arresto evolutivo della massa tumorale. Si può concludere che in assenza di indicazioni specifiche, dettate anche dalla terapia farmacologica, non si tratta di una controindicazione.
- Gravidanza - Per molto tempo si è pensato che la complicanza della fibroplasia retrolentale dopo trattamenti con ossigeno del prematuro fosse possibile anche a seguito di trattamento iperbarico della gravida. In realtà la scuola Russa per prima, ma anche alcuni centri italiani, hanno potuto dimostrare l'efficacia del trattamento della sindrome degli aborti ripetuti con ossigeno iperbarico.
- Bradicardia grave - L'aumento dell'ossigeno circolante può aggravare la patologia di base.
- Cardiopatia ischemica e congestizia - La vasocostrizione provocata dall'ossigeno può sommarsi ad una occlusione parziale di un lume coronarico già al limite. È un evento raro, ma va considerato.
- Broncopneumopatia cronica ipercapnica - Lo stato ipercapnico, in casi selezionati, rappresenta lo stimolo più attivo alla respirazione. Un aumento dell'ossigenazione può ridurre l'efficacia di questo stimolo fino a comportare una dispnea paradossa.

## Effetti collaterali

### Crisi iperossica
È un evento raro dovuto a una reazione della corteccia cerebrale, forse scatenata dalla produzione in eccesso di radicali liberi. Per quanto sia un fenomeno che crea un vissuto negativo in chi la subisce e in chi vi assiste, non lascia reliquati ed è possibile continuare con la terapia ossiperbarica.

### Barotrauma
Nella sua forma relativa alla difficoltà di compensazione dell'orecchio medio è l'effetto collaterale più comune. A tutti i pazienti deve essere correttamente insegnata, all'inizio della prima seduta, la tecnica della compensazione. Normalmente questa viene appresa subito. A volte indipendentemente dal numero di sedute effettuate, il problema può presentarsi a causa di congestione della mucosa delle prime vie aeree. Il sintomo con cui si manifesta è il dolore, rapidamente ingravescente, tale da dover sospendere la fase di discesa.

### Blocco dei seni paranasali
Anche questo è un barotrauma. In questo caso la congestione mucosa interessa gli osti dei seni paranasali, in particolare di quello frontale. Il dolore è molto acuto ed è difficile poter continuare la seduta. Il paziente dovrà essere portato fuori dall'impianto e potrà riprendere la terapia iperbarica una volta guarito dalla patologia infiammatoria di base.

### Rottura della finestra ovale o rotonda
Questo evento è rarissimo e interessa subacquei che abbiano effettuato manovre di compensazione estremamente violente. Si tratta della rottura traumatica di una delle due membrane che mettono in comunicazione l'orecchio medio con quello interno. Tale rottura si verifica quando, a causa della difficoltà di compensazione, la manovra di Valsalva viene forzata. La tuba di Eustachio si apre improvvisamente e l'aria che entra nell'orecchio medio spinge violentemente la staffa contro la finestra ovale, potendo arrivare a romperne la membrana o, di riflesso, a rompere quella della finestra rotonda, dove l'onda d'urto va a scaricarsi. L'effetto clinico è rappresentato da una vertigine violenta, con fotofobia e tutti i sintomi vagali relativi. Il riposo assoluto al buio per lunghi periodi può essere sufficiente a riparare il danno. Se ciò non bastasse si ricorre all'intervento chirurgico.

### Dolore dentale
Anche in questo caso si tratta di un barotrauma. La causa è la penetrazione di aria compressa durante la fase di compressione in una cavità artificiale del dente (otturazione), il suo intrappolamento e la successiva dilatazione nella fase di risalita. Al paziente che denuncia un simile problema viene suggerito di stringere la dentatura in modo da consentire la compressione dell'aria e la sua uscita. Perché si verifichi questo incidente è quindi necessaria la presenza di un dente otturato con aria all'interno della cavità artificiale e comunicazione di questa cavità con l'esterno. A volte capita di avere l'espulsione asintomatica della capsula, poiché il fenomeno avviene su un dente devitalizzato, dunque privo di sensibilità.

### Patologia da decompressione
Con l'avvento delle tabelle a ossigeno questo fenomeno è diventato estremamente improbabile per i pazienti. È da tenere presente, invece, come complicanza che possa interessare gli assistenti interni, soprattutto in quegli impianti iperbarici che si trovano nei pressi di località di turismo subacqueo, dove può capitare di eseguire diversi trattamenti di emergenza nel corso della giornata. Al di là dell'emergenza, comunque, le tabelle in uso prevedono sempre il comportamento da tenere per salvaguardare la salute dell'assistente interno.
Un evento non più possibile nei moderni impianti, ma che è successo in passato è costituito dalla errata somministrazione di gas. Invece che ossigeno, alcuni pazienti avevano respirato aria per tutta la durata della terapia. Questo fenomeno non è più possibile poiché tutti gli impianti hanno controlli per la sicurezza dei gas respirati. Tra tutti il più importante è il controllo della percentuale dei gas respirati direttamente a livello del mascherino.

### Pneumotorace
Come per l'embolia gassosa arteriosa, anche uno pneumotorace di natura barotraumatica è un evento estremamente raro. Alcuni casi descritti in letteratura si riferiscono a rottura di bolle enfisematose superficiali, di solito congenite e non dovute a patologie intercorrenti.

### Claustrofobia
Entrare in un impianto iperbarico può dare un senso di soffocamento o semplicemente scatenare una certa resistenza al paziente che, pur non essendo claustrofobico ha già manifestato questo problema psicologico. La presenza di altri pazienti, la rassicurazione ricevuta dal medico, la presenza di personale specializzato all'interno sono fattori rassicuranti.
Le camere iperbariche più moderne sono inserite in strutture esterne che non consentono ai pazienti la visione dell'involucro di acciaio, ma danno loro l'impressione di entrare in una stanza come le altre. L'uso di farmaci per ridurre questa sintomatologia non è controindicato.

## Effetti a distanza

### Cambiamenti nell'acuità visiva
A seguito di trattamenti prolungati, superiori alle 40 sedute, alcuni pazienti possono presentare un peggioramento della miopia o un miglioramento della presbiopia. Entrambi gli effetti, dello stesso senso, sono dovuti a cambiamenti anatomo-fisiologici del cristallino, la cui ragione non è conosciuta. Si tratta di fenomeni transitori che regrediscono nel giro un paio di mesi al massimo. Esiste l'indicazione che non dovrebbero essere prescritte nuove lenti nella fase immediatamente successiva ad un trattamento iperbarico prolungato.

### Parestesie della regione ulnare
Anche questo è un effetto collaterale di prolungati trattamenti, caratterizzato da riduzione della sensibilità o parestesie nella regione ulnare. 
È destinato a scomparire nel giro di 4 – 6 settimane.